# Moselle (ruisseau)
Pour les articles homonymes, voir Moselle.
Ne doit pas être confondu avec Moselle (rivière).
Le ou la Moselle est un cours d'eau d'Angleterre qui coule dans la subdivision de North London. Il s'agit d'un affluent de la Lea.

## Hydronymie
Le nom de ce cours d'eau dériverait de Mosse-Hill ou Moswell Hill, nom d'une colline située à Hornsey.